# Арам Єрганян
Арам Єрганян (вірм. Արամ Երկանեան; 20 травня 1900 — 2 серпня 1934) — вірменський революціонер, відомий вбивством Бехаеддіна Шакіра та Фаталі Хана Хойського за їхню участь у геноциді вірмен та в різанині вірмен у Баку. Його вважають вірменським національним героєм.

## Біографія
Арам Єрганян народився в Ерзурумі 20 травня 1900 року. Він був третьою дитиною Саркіса Єрганяна та Маріам Согоян-Єрганян. Відвідував місцеву школу в Ерзурумі.
Єрганян, який був свідком геноциду вірмен у 1915 році, шукав притулку на Кавказі. У 1917 році він записався до вірменських добровольчих загонів і воював за генерала Дро в битві при Баш-Абарані. З перемогою над османськими силами та створенням Демократичної Республіки Вірменія в 1918 році Єрганян записався до складу виконавчого органу Вірменської революційної федерації, що сприяло створенню операції «Немезида», таємної спецоперації, спрямованої на вбивство всіх ключових організаторів різанини проти вірмен як в Азербайджані, так і в Османській імперії .

## Операція «Немезида»
Після того, як Вірменію захопили більшовики, Єрганян поїхав до Тбілісі, де йому та Місаку Григоріану було наказано вбити колишнього прем'єр-міністра Азербайджанської Демократичної Республіки Фаталі Хана Хойського та лідера партії Мусават Хана Махмадова. 19 червня 1920 року вони зустрілися на Єреванській площі в Тбілісі, очікуючи сигналу своїх співучасників. Коли Хойський та Махмадов були на відстані 100—150 метрів, вони відкрили по них вогонь. Хойського вбили миттєво, але Махмадова, який був лише поранений, вдалося врятувати.
Після завершення свого завдання в Тбілісі Єрганян відправився до Константинополя, де спробував набрати більше добровольців для спецоперації.
Пізніше Єрганян та Аршавір Ширакян отримали завдання вбити Кемаля Азмі та Бехаеддіна Шакіра, які перебували у Берліні. 17 квітня 1922 року Ширакян та Єрганян зустріли Азмі та Шакіра, які гуляли зі своїми сім'ями на Uhlandstrasse. Ширакяну вдалося вбити лише Азмі і поранити Шакіра. Єрганян наздогнав Шакіра і вбив його пострілом в голову.

## Пізніше життя
Після теракту в Німеччині Єрганян поїхав до Австрії, а потім до Бухареста, де жив, поки не переїхав до Буенос-Айреса в 1927 році. У Буенос-Айресі Єрганян став редактором місцевої газети «Вірменія».
У 1931 році він одружився із Забель Парагян і мав одну дочку.
Захворівши на туберкульоз, Єрганян переїхав до Кордови, де помер 2 серпня 1934 року у віці 34 роки. Він похований у місцевій штаб-квартирі Вірменської революційної федерації.